# Rectonychocella
Rectonychocella is een mosdiertjesgeslacht uit de familie van de Onychocellidae en de orde Cheilostomatida. De wetenschappelijke naam ervan is in 1917 voor het eerst geldig gepubliceerd door Ferdinand Canu en Ray Smith Bassler.

## Soorten
- Rectonychocella grandipora Canu & Bassler, 1929
- Rectonychocella ovalis Canu & Bassler, 1929
- Rectonychocella solida (Nordgaard, 1907)

Niet geaccepteerde soorten:
- Rectonychocella abyssicola Canu & Bassler, 1928 → Smittipora abyssicola (Smitt, 1873)
- Rectonychocella disjuncta Canu & Bassler, 1930 → Bryobifallax disjuncta (Canu & Bassler, 1930)